# Saktagan Bäjyszew
Saktagan Bäjyszuły Bäjyszew (kaz. Сақтаған Бәйішұлы Бәйішев, ros. Сактаган Баишевич Баишев, ur. 1 października 1909 we wsi Akżar w guberni orenburskiej, zm. 18 czerwca 1982 w Ałma-Acie) – radziecki działacz państwowy i partyjny.

## Życiorys
Od 1931 należał do WKP(b), 1937 ukończył Instytut Marksizmu-Leninizmu w Ałma-Acie, 1937-1938 był dyrektorem kazachskiej filii Instytutu Marksa-Engelsa-Lenina przy KC Komunistycznej Partii (bolszewików) Kazachstanu, a 1938-1941 redaktorem odpowiedzialnym gazety "Socyalistyk Kazakstan". W latach 1938–1975 był członkiem KC KP(b)K/KPK, 1941-1946 służył w Armii Czerwonej, był szefem Wydziału Politycznego 100 Samodzielnej Brygady Piechoty w stopniu starszego komisarza batalionowego. W latach 1946–1956 był dyrektorem kazachskiej filii Instytutu Marksa-Engelsa-Lenina/Instytutu Marksa-Engelsa-Lenina-Stalina przy KC KP(b)K/KPK, 1956 został akademikiem Akademii Nauk Kazachskiej SRR, 1956-1968 był wiceprezydentem tej akademii, a jednocześnie od 27 marca 1959 do 20 marca 1963 przewodniczącym Rady Najwyższej Kazachskiej SRR. W 1962 został doktorem nauk ekonomicznych, w 1963 profesorem, 1963-1968 był dyrektorem Instytutu Ekonomii Akademii Nauk Kazachskiej SRR, 1967-1968 członkiem Prezydium Akademii Nauk Kazachskiej SRR, a 1968-1982 kierownikiem wydziału Instytutu Ekonomii Akademii Nauk Kazachskiej SRR.

## Odznaczenia
- Order Rewolucji Październikowej
- Order Czerwonego Sztandaru Pracy (dwukrotnie)
- Order „Znak Honoru”
- Zasłużony Działacz Nauki Kazachskiej SRR (1961)

I 4 inne ordery.